# Fédération des associations européennes de ski et snowboard
La Fédération des associations européennes de ski et snowboard (ou FESA) anciennement connu sous le nom de OPA est une organisation  regroupant les fédérations de ski de 14 pays européens.
En collaboration avec la fédération internationale de ski, elle organise diverses compétitions de ski de fond, ski alpin, combiné nordique et saut à ski, destinée aux jeunes sportifs et considérée comme l'antichambre de la coupe du monde de ski de fond avec ses circuits Coupe d'Europe de ski de fond, Coupe OPA de combiné nordique ou encore Jeux nordiques de l'OPA, la FESA anciennement constituée de huit pays sous le sigle OPA s'est transformée en 2023 en FESA et a accueilli six nouveaux pays en son sein.

## Membres
La Fédération des associations européenne de ski et snowboard comprend huit membres historiques, tous originaires de pays alpins, mais désormais également six nouveaux membres originaires de l'Europe centrale et de Scandinavie.
| Abréviation | Pays          | Fédération                                    | Sigle | Siège         |
| ----------- | ------------- | --------------------------------------------- | ----- | ------------- |
| AUT         | Autriche      | Österreichischer Skiverband                   | ÖSV   | Innsbruck     |
| FRA         | France        | Fédération française de ski                   | FFS   | Annecy        |
| GER         | Allemagne     | Fédération allemande de ski                   | DSV   | Planegg       |
| ITA         | Italie        | Federazione Italiana Sport Invernali          | FISI  | Milan         |
| LIE         | Liechtenstein | Liechtensteinischer Skiverband                | LSV   | Schaan        |
| SLO         | Slovénie      | Smučarska zveza Slovenije                     | SZS   | Ljubljana     |
| SPA         | Espagne       | Real Federacion Española Deportes de Invierno | RFEDI | Madrid        |
| SUI         | Suisse        | Swiss-Ski                                     |       | Muri bei Bern |
| FIN         | Finlande      | Suomen Hiihtoliitto                           |       | Helsinki      |
| SWE         | Suède         | Schwedischer Skiverband                       |       | Falun         |
| NOR         | Norvège       | Fédération norvégienne de ski                 | NSB   | Oslo          |
| CRO         | Croatie       | Hrvatski Skijaški Savez                       | HSV   | Dubrovnik     |
| POL         | Pologne       | Association polonaise de ski                  | PZN   | Varsovie      |
| HUN         | Hongrie       | Fédération Hongroise de ski                   |       |               |